# Toy Story Hotel
Pour les articles homonymes, voir Toy Story (homonymie).
Toy Story Hotel est l'un des deux hôtels situés à Shanghai Disney Resort. L'hôtel est à thème, d'après la franchise des films d'animation Toy Story de Disney - Pixar. Toy Story Hotel a été inauguré en 2016 avec le reste du resort.

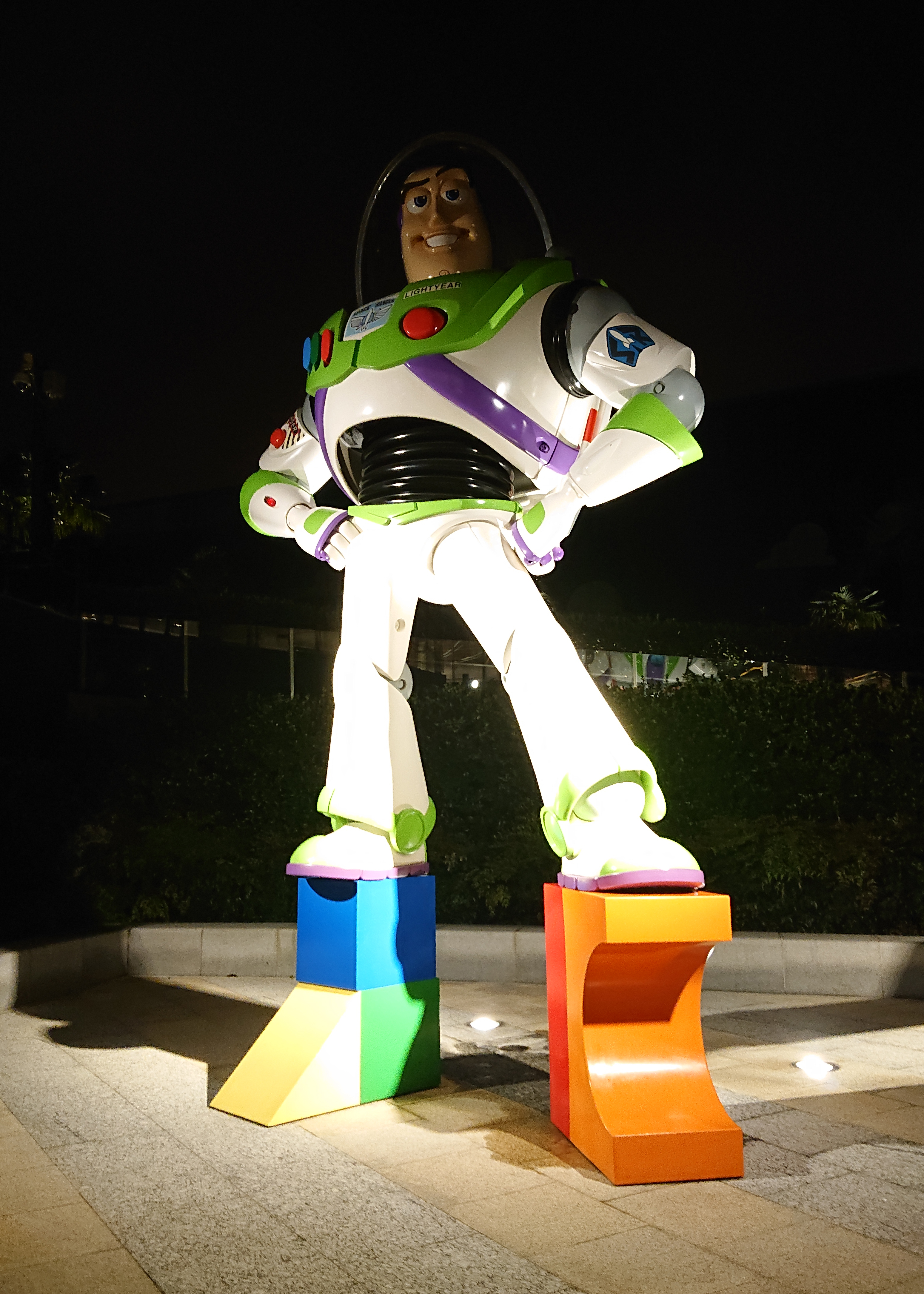
Buzz l'Éclair sculpture de Toy Story Hotel Shanghai

## Le Bâtiment
L'hôtel est le premier à être entièrement consacré à Toy Story. Il est semblable à la valeur des centres de villégiature de Walt Disney World Resort (Disney's All Star Movies, Disney's All-Star Music Resort, Disney's All-Star Sports Resort, Disney's Pop Century Resort, et Disney's Art of Animation Resort), en ce sens qu'il comprend des sculptures surdimensionnées au sein de son atrium,. Il est très similaire au Disney's Art of Animation Resort, qui est également à thème d'après les films Disney - Pixar.
L'hôtel dispose de deux sections de forme carrées nommées Sheriff Woody et Buzz l'Eclair. L'hôtel, vu de dessus, ressemble à un symbole à l'infini et cela pour deux raisons : 
- Le symbole de l’infini ressemble au chiffre 8, chiffre de la chance en Chine.

- Il s'agit d'un hommage à Buzz l'Eclair et sa phrase fétiche : "Vers l’infini et au-delà".

Le service rapide et les restaurants de service au comptoir sont nommés d'après la cantine scolaire de Toy Story 3.
L’entrée de l'Hôtel ressemble à un carton déplié, permettant au visiteur de comprendre qu’il a totalement changé de taille. Ce dernier est d’ailleurs accueilli par des statues des personnages clés du long-métrage d’animation. Woody à cheval sur Pile-Poil d’un côté et un peu plus loin se trouve Buzz l’Eclair. Les murs extérieurs sont couverts par le motif bleu avec des nuages que l’on retrouve dans la chambre d’Andy dans les deux premiers films.
Le Hall est petit avec seulement six à huit caisses d'enregistrement pour les guests et un bureau de service à la clientèle pour les achats de billets, une salle d'aide, et une assistance locale.

## Les Services de l'Hôtel

### Les Chambres
L'Hôtel propose aux clients 3 types de chambres :
- Garden View est une chambre avec vue sur le jardin pour 112.94 €.

- Courtyard View est une chambre avec vue sur la cour pour 139.52 €.

- Park View est une chambre avec vue sur le parc pour 179 €.

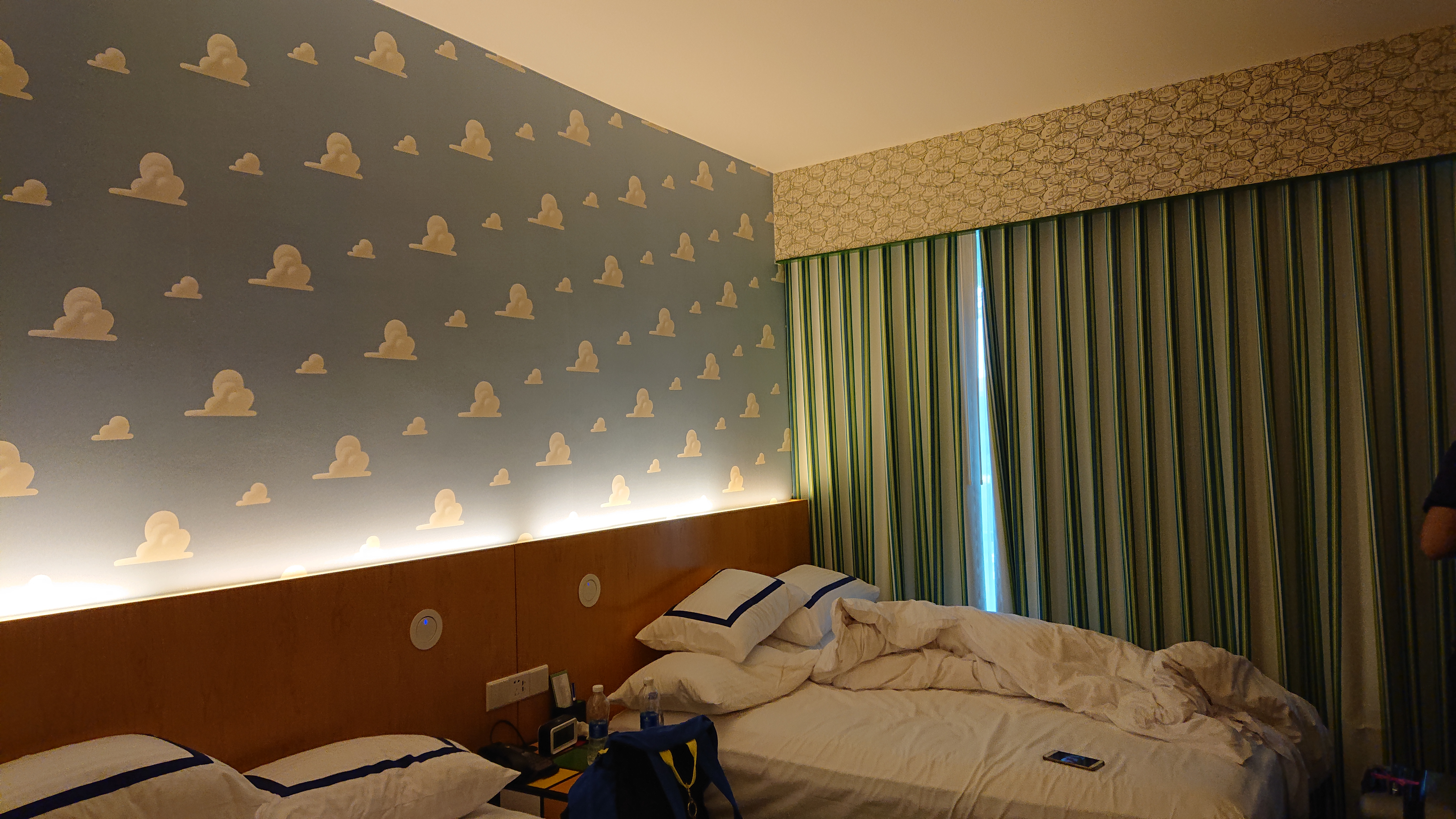
Les Chambres

### Les Restaurants
Toy Story Hôtel possède deux restaurants :
- Le Sunnyside Café offre de nombreuses options de petit déjeuner au dîner avec un grand coin salon pour le dîner décontracté.
- Le Sunnyside Market est un restaurant qui reste ouvert jusqu'à presque minuit et offre une variété de boissons, friandises et options chaudes.

### Les Espaces de Loisirs
- Les clients de l'Hôtel ont la possibilité de rencontrer les personnages de Toy Story sous réserve d'informations à la réception du hall principal pour les horaires et les lieux d'apparition des personnages.
- The Launchpad est une aire de jeux d'eau à thème spatiale. Cette zone d'amusement interactive se caractérise par les aliens de Toy Story qui se préparent à lancer une fusée en étain qui pulvérise un nuage de brouillard. Situé dans la cour de l'aile Woody, l'aire de jeu est exclusivement réservée pour la clientèle de l'hôtel.
- The Play Room est un centre d'activité où les enfants peuvent laisser libre cours à leur imagination. La salle de jeu familiale est remplie d'un assortiment de diapositive à thème et de jouet à l'effigie de Toy Story.  La salle de jeu est disponible exclusivement pour les clients du Toy Story Hotel et est ouverte tous les jours de 8h00 à 11h00 et de 13h00 à 20h00.  Les parents doivent être présents. Aucune garde d'enfant ou semblable n'est fournie. Les enfants de moins de 13 ans doivent être accompagnés d'un adulte. Un maximum de 12 enfants sont accueillis, avec 2 adultes autorisés par enfant.

### La Boutique
- Lotso Shop, situé dans le hall principal du bâtiment, est dédié au méchant du troisième opus de la série, Lotso. Le magasin propose différent article, aussi bien pour les petits que pour les grands.